# Черенцево
Черенцево — деревня в Глажевском сельском поселении Киришского района Ленинградской области.

## История
Деревня Черенцова, состоящая из 60 крестьянских дворов, упоминается на карте Санкт-Петербургской губернии Ф. Ф. Шуберта 1834 года.

ЧЕРЕНЦОВО — деревня принадлежит Казённому ведомству, число жителей по ревизии: 162 м. п., 168 ж. п. (1838 год)

Как деревня Черенцова из 60 дворов она обозначена на специальной карте западной части России Ф. Ф. Шуберта 1844 года.

ЧЕРЕНЦОВО — деревня Ведомства государственного имущества по просёлочной дороге, число дворов — 63, число душ — 174 м. п. (1856 год)

ЧЕРЕНЦОВО — деревня казённая при реке Волхове, число дворов — 63, число жителей: 202 м. п., 184 ж. п.; Часовня православная. Ярмарка. (1862 год)

Сборник Центрального статистического комитета описывал её так:

ЧЕРЕНЦОВО — село бывшее государственное при реке Волхове, дворов — 94, жителей — 460; Церковь православная, часовня, 2 лавки, торжок 8 сентября. (1885 год)

Согласно епархиальным сведениям 1899 года церковь Рождества Богородицы в селе Черенцово являлась приходским центром для деревень: Теребочево и Заполек.
В конце XIX — начале XX века село административно относилось к Глажевской волости 5-го земского участка 1-го стана Новоладожского уезда Санкт-Петербургской губернии.
По данным «Памятной книжки Санкт-Петербургской губернии» за 1905 год село Черенцово входило в состав Черенцовского сельского общества.

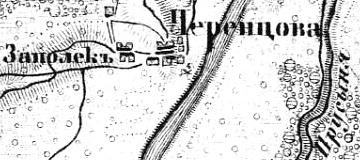
Деревня Черенцево на карте 1915 года

Согласно карте Петроградской и Новгородской губерний 1915 года деревня называлась Черенцова, в деревне находилась ветряная мельница.
С 1917 по 1927 год деревня Черенцово входила в состав Черенцовского сельсовета Глажевской волости Волховского уезда.
Согласно данным переписи населения СССР 1926 года в селе Черенцево проживали 565 человек — все русские. 
С 1927 года в составе Андреевского района.
С 1928 года в составе Глажевского сельсовета.
С 1931 года в составе Киришского района.
Согласно карте Ленинградской области Северо-западного аэрогеодезического треста ГГУ издания 1932 года деревня насчитывала 47 крестьянских дворов. В деревне находилась часовня и речная пристань.
По данным 1933 года деревня Черенцово входила в состав Глажевского сельсовета.

План деревни Черенцево. 1937 год

Согласно топографической карте РККА 1937 года деревня называлась Черенцово и насчитывала 122 крестьянских двора. В центре деревни находилась церковь.
В 1939 году население деревни Черенцово составляло 727 человек. Согласно переписи населения СССР 1939 года в селе Черенцево проживали 306 мужчин и 421 женщина, всего 727 человек.
С 1963 года в составе Волховского района.
С 1965 года вновь составе Киришского района. В 1965 году население деревни Черенцово составляло 177 человек.
По данным 1966, 1973 и 1990 годов деревня Черенцово также входила в состав Глажевского сельсовета.
В 1997 году в деревне Черенцово Глажевской волости проживали 57 человек, в 2002 году — 40 (русские — 95 %).
В 2007 году в деревне Черенцево Глажевского СП проживали 52 человека, в 2010 году — 30.

## География
Деревня расположена в северо-западной части района на автодороге 41А-006 (Зуево — Новая Ладога).
Расстояние до административного центра поселения — 8 км.
Расстояние до ближайшей железнодорожной станции Глажево — 7 км. Ближайший остановочный пункт — железнодорожная платформа 30 км.
Деревня находится на левом берегу реки Волхов.

## Демография
| 1838 | 1862 | 1885 | 1897 | 1939 | 1965 | 1997 |
| ---- | ---- | ---- | ---- | ---- | ---- | ---- |
| 330  | ↗386 | ↗460 | ↗504 | ↗727 | ↘177 | ↘57  |
| 2002 | 2007 | 2010 | 2017 |      |      |      |
| ↘40  | ↗52  | ↘30  | ↗39  |      |      |      |

### Национальный состав
Согласно данным Всероссийской переписи населения 2021 года в деревне проживали 25 человек, из них:
 русские — 24, цыгане  — 1 человек.